# Visayas centrales
Les Visayas centrales sont une région des Philippines, également appelée région VII. Elle compte quatre provinces (Bohol, Cebu, Negros oriental et Siquijor) ainsi que trois villes indépendantes (ville de Cebu, Lapu-Lapu et Mandaue).